# 클라크 존슨
클라크 존슨(Clark Johnson, 1954년 9월 10일 ~ )은 미국의 배우이다.

## 출연 작품
- 센티넬 - 찰리 메리웨더 역
- 타미스 올웨이즈 다잉 - 찰리 메리웨더 역